# Claudy Jongstra
Claudy Jongstra (* 6. Februar 1963) ist eine niederländische Künstlerin und Textildesignerin. The New York Times stellt sie in eine Reihe mit den niederländischen Designern wie Hella Jongerius und Tord Boontje.

## Leben und Arbeit
Claudy Jongstra begann nach ihrem Abitur an der Utrecht School of the Arts (HKU) Modedesign zu studieren. Dort kam sie mit Arbeiten von Yōji Yamamoto, Rei Kawakubo und Issey Miyake in Kontakt. Sie verstand den Zugang japanischer Modedesigner, die nach ihrem Verständnis „Materialien [schufen], die im Einklang mit der natürlichen Bewegung des Körpers und seiner Umgebung den Körper umgaben“. 
Bei ihrem ersten Arbeitgeber nach ihrem Abschluss 1989 war sie geschockt von der Schnelllebigkeit der Textilindustrie und der Menge an Stoffabfällen, die sie produzierte. Wie sie angab, dachte sie bei einem Besuch einer Kleiderfabrik in Paris nur: „Wo werden all die Stoffe landen, wenn sie nicht mehr getragen werden?“ Dies habe ihr die Augen geöffnet und sie begann, über alternative und nachhaltigere Kleidungsstücke nachzudenken. 1994 besuchte sie das Textilmuseum in Tilburg, wo sie die langlebige Wolle in der Form von Filz, wie sie bei traditionellen Jurten verwendet werden, schätzen lernte. Sie kündigte ihren Arbeitsplatz, nahm eine Putzstelle an, auf der sie nachts beschäftigt werden konnte, und arbeitete zwei Jahre lang währenddessen tagsüber an einer Kollektion.
Jongstra war „von dem Material und den Farben überwältigt. Sie beherrschte den Prozess des Filzens schnell und begann, Stoffe herzustellen, bei denen Wolle mit Seidenfasern verfilzt oder mit transparentem Seidenorganza kombiniert wurde. Mitte der neunziger Jahre war dies ein Novum, aber das Verfahren führte zu einer bemerkenswerten Kombination aus Transparenz und Dichte, aus Eleganz und Rohheit, aus Handwerk und Kunst.“ Diese ersten Stücke präsentierte sie dem Textilmuseum in Tilburg. Sie ging nun ihrer Leidenschaft nach, war sich jedoch unsicher, ob sich jemand für ihre Werke interessieren würde, doch ein Museums-Kurator kaufte diese „vom Fleck weg“.
Ende der 1990er Jahre traf sie während eines Aufenthalts in der Londoner Royal Opera House, wo sie einen Teil ihrer Woll-Kollektion präsentierte, zufällig auf die Kostümbildnerin von Star Wars: Episode I – Die dunkle Bedrohung, Trisha Biggar, die offensichtlich begeistert von Jongstras Kleidung war. Sie erhielt dort den Auftrag, die Kostüme für die Jedi-Darsteller zu produzieren, was sie nachträglich als „aufregend und als eine große Chance“ empfand. Dabei wurde eine Stoffbahn von insgesamt 50 Metern Länge benötigt. Seit der darauffolgenden Mailänder Modewoche wirkt sie als unabhängige Filz-Schneiderin, deren Kreationen von großen Modemarken wie zum Beispiel Hella Jongerius, Christian Lacroix, John Galliano und Viktor & Rolf vertrieben wurden.

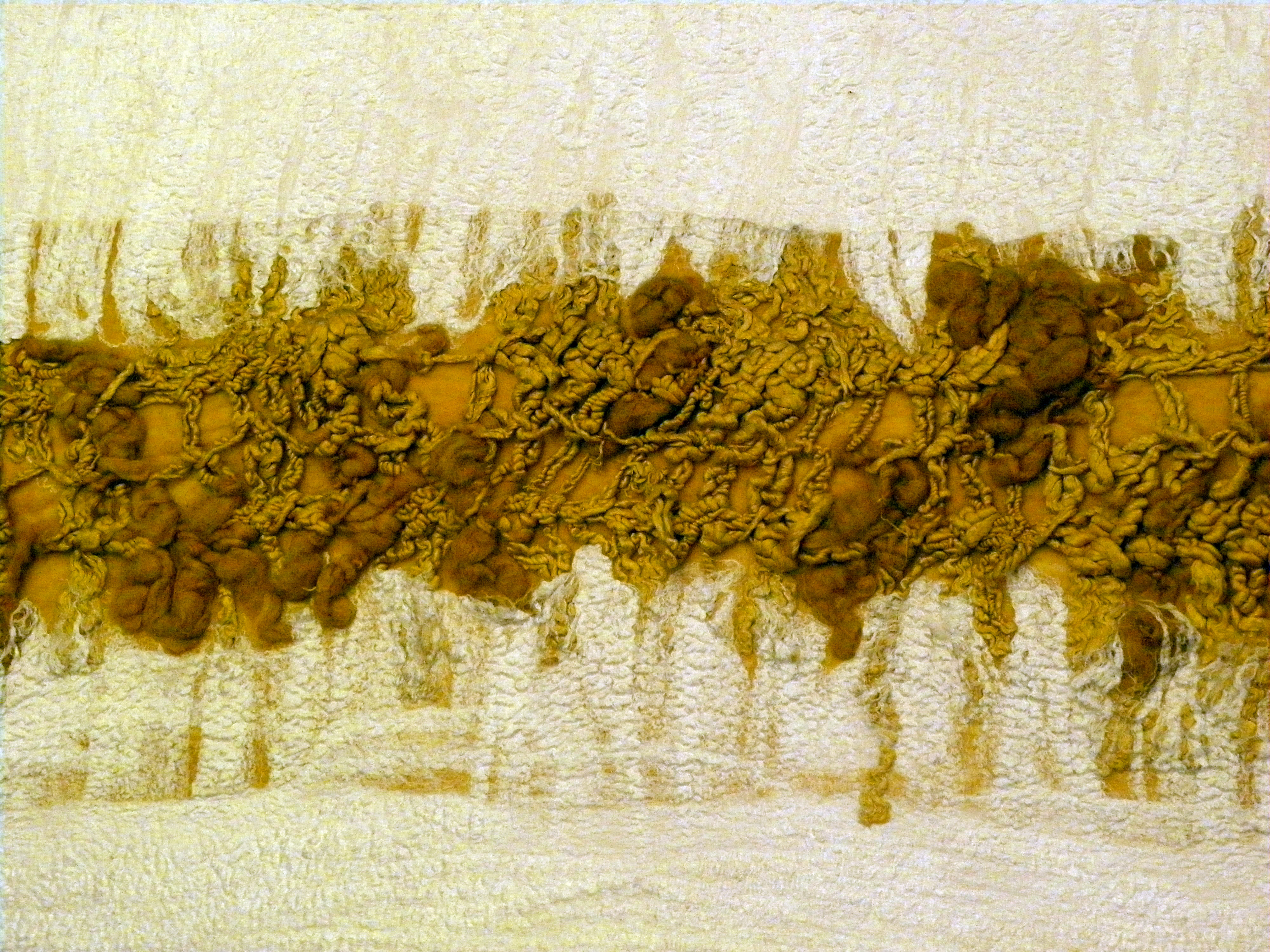
Detail des Wandbehangs hinter der Kundentheke der Centrale bibliotheek, Amsterdam

Neben Kleidung produziert Jongstra auch Vliesstoffe aus Materialien ganz unterschiedlicher Provenienz: Über 600 verschiedene Mischungen hat sie bisher hergestellt, darunter Fasern aus rohem Kaschmir, Hadernleinen, Kamel- und Yakfell, lockigem Haar der Wensleydale-Schafe mit ungekämmtem Fell und vereinzelten Strohhalmen, die diese Tiere auf der Wiese aufnehmen. In ihren Arbeiten entstehen so Unikate, die auch die Aufmerksamkeit von Architekten wie Steven Holl und Rem Koolhaas erregten, die sie als Wandbehänge in ihren Gebäuden verwenden. Ihre Werke werden sowohl in verschiedenen Museen ausgestellt, darunter dem Stedelijk Museum, dem Victoria & Albert Museum in London, dem Los Angeles County Museum of Art (LACMA), MoMA New York und San Francisco, dem Centraal Museum, Museum De Lakenhal und dem Fries Museum, als auch in öffentlichen oder staatlichen Einrichtungen wie der Niederländischen Botschaft in Brüssel und der Ständigen Vertretung des Königreichs der Niederlande bei der Europäischen Union, wo eines ihrer Werke in einen bedeutungsvollen visuellen Dialog mit einem Wandteppich aus dem 18. Jahrhundert tritt. Außerdem findet man sie in privaten Sammlungen wie beispielsweise der des Ministerpräsidenten in Den Haag, Jan Peter Balkenende, oder denen von Adele und Brad Pitt.
Claudy Jongstra lebt und arbeitet in dem 300-Einwohner-Dorf Spannum, einem Ortsteil der Gemeinde Waadhoeke. Sie bewohnt dort mit ihrer Familie ein Haus mit 2 Werkstätten und einem großen Grundstück. Dort hält sie auch Bienen und eine Herde von Schafen – hauptsächlich Drenthe-Heideschafe –, die das Material für ihre Arbeit liefern.

## Würdigungen
Im Jahr 2005 erhielt sie den Amsterdamer Preis für die Künste, 2019 wurde sie zur Künstlerin des Jahres ernannt und in die Akademie der Künste, eine Sektion der Königlich Niederländischen Akademie der Künste und Wissenschaften, aufgenommen.